# Aegialites marinensis
Aegialites marinensis es una especie de coleóptero de la familia de la familia Salpingidae.

## Distribución geográfica
Habita en California (Estados Unidos).